# Zenon Nowak (1949–2002)
Zenon Nowak (ur. 24 kwietnia 1949 w Witosławiu, zm. 16 listopada 2002 w Lesznie) – polski polityk, działacz związkowy, senator III kadencji.

## Życiorys
Był synem robotnika rolnego Leona i Heleny z Ratajczaków, miał czworo rodzeństwa: brata Edwarda oraz siostry Danutę, Ewę i Barbarę. Kształcił się w Lesznie w szkole podstawowej i potem w szkole zawodowej dla pracujących, uzyskując w 1967 specjalność mechanika. Zawodowo pracował na stacji obsługi Państwowej Komunikacji Samochodowej w Lesznie, potem w Spółdzielni Inwalidów „Kopernik” w Lesznie, a od 1976 w Państwowym Gospodarstwie Rolnym Długie Stare (w 1995 przekształconym w Przedsiębiorstwo Rolne Długie Stare Sp. z o.o.). W latach 1998–2002 był zatrudniony jako kierownik Zakładu Rolnego w Strzyżewicach.
W 1967 wstąpił do Polskiej Zjednoczonej Partii Robotniczej, potem był członkiem Socjaldemokracji RP (od 1990) i Sojuszu Lewicy Demokratycznej (od 1999). W 1984 należał do inicjatorów powołania Krajowej Federacji Związków Zawodowych Pracowników Rolnictwa Ogólnopolskiego Porozumienia Związków Zawodowych. Rok później wybrany został na wiceprzewodniczącego rady wojewódzkiej Porozumienia Związków Zawodowych w Lesznie.
W latach 1993–1997 zasiadał w Senacie III kadencji. Został wybrany z listy Sojuszu Lewicy Demokratycznej w województwie leszczyńskim. Był wiceprzewodniczącym Komisji Rolnictwa, pracował też w Komisji Praw Człowieka i Praworządności. W 1998 objął mandat radnego sejmiku wielkopolskiego I kadencji. Został wiceprzewodniczącym klubu radnych SLD, wiceprzewodniczącym Komisji Rolnictwa i Obszarów Wiejskich, członkiem Komisji Planowania Przestrzennego, Infrastruktury i Ochrony Środowiska oraz Komisji Obrony.
Był wieloletnim (od 1977) członkiem Polskiego Związku Łowieckiego, od 2000 prezesował macierzystemu kołu łowieckiemu „Szarak” w Strzyżewicach. Był członkiem okręgowych władz Polskiego Związku Łowieckiego w Lesznie.
Został odznaczony m.in. Srebrnym (1985) i Złotym (1997) Krzyżem Zasługi, Medalem 40-lecia Polski Ludowej (1984), odznaką „Za Zasługi dla Województwa Leszczyńskiego” (1984), odznaką „Zasłużony Pracownik Rolnictwa” (1984), medalem „Za Zasługi dla OPZZ” (1994). Posiadał też wyróżnienia łowieckie – Brązowy Medal Zasługi Łowieckiej i odznakę „Za Zasługi w Rozwoju Wielkopolskiego Łowiectwa”.
Od 1973 żonaty był z Ireną z domu Mistur, miał syna Marcina (ur. 1975). Zmarł w listopadzie 2002 w Lesznie, pochowany został na cmentarzu w Strzyżewicach.